# Gregory Ratoff
Gregory Ratoff né Grigory Vassilievitch Ratner, est un acteur, réalisateur et producteur russe né le 20 avril 1897 à Samara (Russie) et décédé le 14 décembre 1960 à Soleure (Suisse).

## Filmographie

### Comme acteur
- 1921 : Dubrowsky, der Räuber Ataman
- 1932 : L'Âme du ghetto (Symphony of Six Million), de Gregory La Cava : Meyer Klauber
- 1932 : What Price Hollywood?, de George Cukor : Julius Saxe
- 1932 : Skyscraper Souls d'Edgar Selwyn : Mr. Vinmont
- 1932 : Once in a Lifetime (en) : Herman Glogauer
- 1932 : Secrets of the French Police : Gen. Hans Moloff
- 1932 : Under-Cover Man : Martoff
- 1933 : Grand Bazar (Sweepings) : Abe Ullman
- 1933 : Professional Sweetheart de William A. Seiter : Samuel 'Sam' Ipswich
- 1933 : I'm No Angel : Benny Pinkowitz
- 1933 : À l'affût du danger (Headline Shooter) d'Otto Brower : Gottlieb
- 1933 : Nuits de Broadway (Broadway Through a Keyhole) de Lowell Sherman : Max Mefoofski
- 1933 : Sitting Pretty : Tannenbaum
- 1933 : Grand Bazar (Sweepings) de John Cromwell
- 1933 : Girl Without a Room : The General aka Grand Duke Serge Alexovich
- 1933 : Let's Fall in Love : Max Hopper
- 1934 : Zone interdite (en) (Forbidden Territory) : Alexei Leshki
- 1934 : George White's Scandals de Thornton Freeland, Harry Lachman et George White : Nicholas Mitwoch
- 1934 : L'amour triomphe ou Drame à Hollywood (Falling in Love) de Monty Banks : Oscar Marks
- 1935 : 18 Minutes : Nikita
- 1935 : Hello, Sweetheart (en) de Monty Banks : Joseph Lewis
- 1935 : Cocktails et Homicides (Remember Last Night?) de James Whale : Faronea
- 1936 : King of Burlesque : Kolpolpeck
- 1936 : Here Comes Trouble (en) de Lewis Seiler : Ivan Petroff
- 1936 : Sous deux drapeaux (Under two flags), de Frank Lloyd : Ivan
- 1936 : Les Chemins de la gloire (The Road to Glory), de Howard Hawks : Sergeant Bouffiou
- 1936 : Sing, Baby, Sing : Nicky
- 1936 : La Folle Héritière (Under Your Spell) : Petroff
- 1937 : L'Heure suprême (Seventh Heaven), de Henry King : Boul the Cab Driver
- 1937 : Sur les toits de New York (Top of the Town) de Ralph Murphy : J.J. Stone
- 1937 : Café Métropole (Café Metropole), d'Edward H. Griffith : Paul
- 1938 : Sally, Irene et Mary (en) (Sally, Irene and Mary) de William A. Seiter : Baron Zorka
- 1938 : Hollywood Handicap : Man at Racetrack
- 1938 : L'Île des angoisses (Gateway) : Prince Ratoff
- 1940 : The Great Profile de Walter Lang : Boris Mefoofsky
- 1943 : En bordée à Broadway (Something to Shout About) : Brother Hunkafer
- 1944 : Pour les beaux yeux de ma belle (Irish Eyes Are Smiling)
- 1945 : Drôle d'histoire (Where do we go from here ?)
- 1950 : Son grand amour (My Daughter Joy) : Marcos
- 1950 : Ève (All About Eve), de Joseph L. Mankiewicz : Max Fabian
- 1952 : La Sarabande des pantins (O. Henry's Full House), film à sketches collectif : Behrman (The Last Leaf)
- 1953 : La Lune était bleue (The Moon Is Blue), d'Otto Preminger : Chauffeur de taxi
- 1953 : La Vierge sur le toit (Die Jungfrau auf dem Dach), d'Otto Preminger : Chauffeur de taxi
- 1954 : Sabrina, de Billy Wilder : Homme avec David Larrabee
- 1955 : Abdullah le Grand (Abdulla the Great) : Abdulla
- 1957 : Le soleil se lève aussi (The Sun Also Rises), de Henry King : Comte Mippipopolous
- 1960 : Chérie recommençons (Once More, with Feeling!) : Maxwell Archer
- 1960 : Exodus, d'Otto Preminger : Lakavitch
- 1961 : Le Grand Risque (The Big Gamble), de Richard Fleischer : Kaltenberg

### Comme réalisateur
- 1936 : Le Chant des cloches (Sins of Man)
- 1937 : Amour d'espionne (Lancer Spy)
- 1939 : Wife, Husband and Friend (en)
- 1939 : Rose de Broadway (Rose of Washington Square)
- 1939 : Hôtel pour femmes (Hotel for women)
- 1939 : Intermezzo ou La Rançon du Bonheur (Intermezzo: A Love Story)
- 1939 : Dîner d'affaires (Daytime wife)
- 1939 : Barricade (en)
- 1940 : Tanya l'aventurière (I Was an Adventuress)
- 1940 : Public Deb No. 1
- 1941 : La Famille Stoddard (Adam Had Four Sons)
- 1941 : Vendetta (The Corsican Brothers)
- 1941 : La Rose blanche (The Men in Her Life)
- 1942 : Les Gangsters du régiment (Two Yanks in Trinidad)
- 1942 : Swing au cœur (Footlight Serenade)
- 1943 : En bordée à Broadway (Something to Shout About)
- 1943 : The Heat's On
- 1944 : Âmes russes (Song of Russia)
- 1944 : Pour les beaux yeux de ma belle (Irish Eyes Are Smiling)
- 1945 : Drôle d'histoire (Where Do We Go from Here?)
- 1945 : Paris Underground
- 1946 : Voulez-vous m'aimer ? (Do you love me ?)
- 1947 : Carnival in Costa Rica
- 1947 : La Rose du crime (Moss Rose)
- 1949 : Cet âge dangereux (That Dangerous Age)
- 1949 : Cagliostro (Black Magic)
- 1950 : Son grand amour (My Daughter Joy)
- 1953 : Taxi
- 1955 : Abdullah le Grand (Abdulla the Great)
- 1960 : Oscar Wilde

### Comme producteur
- 1935 : 18 Minutes
- 1941 : La Rose blanche (The Men in Her Life)
- 1943 : En bordée à Broadway (Something to Shout About)
- 1943 : The Heat's On
- 1949 : Cet âge dangereux (That Dangerous Age)
- 1949 : Cagliostro (Black Magic)
- 1950 : Son grand amour (My Daughter Joy)
- 1955 : Abdullah le Grand (Abdulla the Great)

### Comme scénariste
- 1935 : Sous la griffe de Christian-Jaque